# Krzepice (Basse-Silésie)
Pour les articles homonymes, voir Krzepice (homonymie).
Krzepice est une localité polonaise de la gmina et du powiat de Strzelin en voïvodie de Basse-Silésie.